# Магнус Стенбок
Магнус Стенбок (на шведски: Magnus Stenbock) (1664-1717) е шведски генерал, учил в университетите в Упсала и Париж. През 90-те години на XVII век постъпва на служба в холандската армия. От есента на 1700 г. се включва във Великата Северна война на служба при Карл XII, а в битката при Нарва е един от водачите на втората и решителна атака на шведите - за тези си заслуги е произведен в чин генерал.
През 1702 и 1703 г. придружава Карл XII в полската му кампания и участва в битките при Клишов и Пултуск. През 1706 г. е направен губернатор на областта Скания със задачата да отбранява Швеция от евентуално датско нашествие по време на руския поход. Когато през 1709 г. Фредрик IV слиза в Скания и започва завладяването ѝ, плановете на датчаните са провалени от поражението им при Хелсингбори, което Стенбок им нанася.
От 1712 г. е фелдмаршал. През същата година в съответствие с плановете на Карл XII докато е в Бендер (Османската империя), Стенбок започва своята германска експедиция. Макар че първоначалната ѝ цел е да върне Станислав Лешчински в Полша, Стенбок остава в северна Германия и макар че печели победа над датчаните при Гадебуш, в крайна сметка е принуден да капитулира на 6 май 1713 г. в Олденбург.
Умира в датски плен в Копенхаген.